# Heal (album van Loreen)
Heal is het debuutalbum van de Zweedse zangeres Loreen. Het werd uitgebracht op 24 oktober 2012 via Warner Music Sweden. Het was een commercieel succes in Zweden, waar het de nummer 1-positie bereikte en de platina-status kreeg. Internationaal was Heal minder succesvol. In Estland, Finland en Zwitserland bereikte het album de top 10, maar in landen als Denemarken, Duitsland en Nederland piekte het in de top 20. In het Verenigd Koninkrijk bleef Heal hangen op nummer 71 en in Japan kwam het niet in de hitlijsten terecht.
Ter promotie van het album werden er vier singles uitgebracht: 'Euphoria' (februari 2012), 'My Heart Is Refusing Me' (oktober 2012), 'Crying Out Your Name' (eveneens oktober 2012) en 'In My Head' (februari 2013). Bij de heruitgave van het album in mei 2013 verscheen een vijfde single, 'We Got the Power'. Dit nummer stond, net als de akoestische versie van 'Euphoria', niet op de oorspronkelijke uitgave van Heal.
Met 'Euphoria' vertegenwoordigde Loreen haar thuisland tijdens het Eurovisiesongfestival 2012 in Bakoe, Azerbeidzjan. Met 372 punten won ze destijds het liedjesfestijn. Het is tot op heden het langst genoteerde songfestivallied in de Nederlandse Top 40 en Mega Top 30.

## Tracklist

### Oorspronkelijke uitgave
1. In My Head
2. My Heart Is Refusing Me
3. Everytime
4. Euphoria
5. Crying Out Your Name
6. Do We Even Matter
7. Sidewalk
8. Sober
9. If Shes the One
10. Breaking Robot
11. See You Again
12. Heal (met Blanks)

### Heruitgave
1. We Got the Power
2. My Heart Is Refusing Me
3. Everytime
4. Euphoria
5. Crying Out Your Name
6. Do We Even Matter
7. Sidewalk
8. Sober
9. If Shes the One
10. Breaking Robot
11. In My Head
12. Heal (met Blanks)
13. Euphoria (akoestische versie)